# Maurice Puylaert
Maurice Augustinus Benignus Puylaert (Zuiddorpe, 4 april 1896 – Zuiddorpe, 20 januari 1972) was een Nederlands politicus. Hij was lid van de KVP.
Puylaert was landbouwer van beroep. In 1928 werd hij gekozen in de gemeenteraad van Zuiddorpe. Later werd hij tevens wethouder. Van 1 januari 1940 tot en met 30 april 1961 was Puylaert burgemeester van Zuiddorpe.
Gedurende zijn ambtsperiode heeft Puylaert zich onder meer sterk gemaakt voor betere wegen naar Overslag en Axel om Zuiddorpe uit zijn isolement te verlossen. Puylaert had als burgemeester in de jaren 50 te kampen met een ruziënde gemeenteraad en diverse Katholieke fracties die elkaar fanatiek bestreden.